# Надорожнев
Надорожнев (укр. Надорожнів) — село в Саранчуковской сельской общине Тернопольского района Тернопольской области Украины.
До 2020 года входило в Бережанский район.
Код КОАТУУ — 6120483903. Население по переписи 2001 года составляло 368 человек.

## Географическое положение
Село Надорожнев находится на расстоянии в 2 км от сёл Куты и Куряны.
К селу примыкает лесной массив.

## История
- 1540 год — дата основания.

## Объекты социальной сферы
- Школа I ст.
- Клуб.